# Wald-Trespe
Die Wald-Trespe (Bromus ramosus), auch genauer Späte Wald-Trespe, Hafergras, Wildhafer oder Wilde Waldtrespe genannt, ist eine formenreiche Pflanzenart aus der Gattung Trespen (Bromus) innerhalb der Familie der Süßgräser (Poaceae).

## Beschreibung

### Vegetative Merkmale
Bei den Formen von Bromus ramosus handelt es sich um ausdauernde krautige Pflanzen, die Wuchshöhen von 50 bis 150, selten bis zu 200 Zentimetern erreichen. Sie wachsen in kleinen Horsten. Die dünnen, behaarten und aufrechten Halme weisen drei bis fünf Knoten (Nodien) auf.
Die Blattscheiden sind meist geschlossen, die oberen dicht und lang behaart (3 bis 4 Millimeter) und verfügen über kurze, spitze Öhrchen. Die 3 bis 6 Millimeter langen Blatthäutchen (Ligulae) sind am oberen Rand zerschlitzt und häutig. Die dunkelgrünen Blattspreiten weisen eine Länge von 10 bis 60 Zentimetern sowie eine Breite von 4 bis 15 Millimetern auf, sind fein zugespitzt, flach, wenig behaart oder fast kahl, leicht rau und niederhängend.

### Generative Merkmale
Die Blütezeit liegt zwischen Juni und August. Die lockeren, offenen, purpurfarbenen oder grünen rispigen Blütenstände sind mit Länge von 12 bis 45 Zentimetern sehr groß. Die rauen Rispenäste stehen gewöhnlich in Paaren weit ab und sind abwechselnd auf den gegenständigen Seiten der vierkantigen Achse angeordnet. Die untersten Äste stehen fast paarig und sind fast gleich lang. Sie sind zuletzt allseitswendig überhängend und tragen bis zu 8 Ährchen. Die vier- bis zwölfblütigen Ährchen sind 2 bis 4 Zentimeter lang, 4 bis 6 Millimeter breit, vorne verschmälert und zusammengedrückt. Die eiförmige bis längliche Deckspelze ist auf dem Rücken gerundet und dreinervig. Sie trägt an der Spitze eine 4 bis 10 Millimeter lange Granne. Die Granne ist aber kürzer als die Spelze. Die zweinervigen Vorspelzen sind 8 bis 112 Millimeter lang. Die Staubbeutel sind 2,5 bis 4 Millimeter lang.

## Verbreitung und Standort
Bromus ramosus subsp. ramosus ist in fast ganz Europa mit Ausnahme Skandinaviens und Teilen der Iberischen Halbinsel verbreitet. Bromus ramosus subsp. benekenii ist deutlich seltener und kommt im gemäßigten kontinentalen Klimabereichen Europas, Teilen Asiens und Nordafrikas vor. Das Verbreitungsgebiet von Bromus ramosus subsp. benekenii umfasst Nordwestafrika und reicht von Europa bis ins nordwestliche China. Das Verbreitungsgebiet von Bromus ramosus subsp. ramosus dagegen reicht von Europa bis zum Iran und von Tibet bis zum Indischen Subkontinent. Sie fehlt aber in Europa in Portugal, Irland, Island, Estland, Lettland, Montenegro und Nordmazedonien.
Bromus ramosus subsp. ramosus steigt in den Allgäuer Alpen in Vorarlberg an der Mittelstation der Seilbahn am Diedamskopf bis zu einer Höhenlage von 1500 Meter auf. Bromus ramosus subsp. benekenii steigt in den Bayerischen Alpen bis 1500 Meter auf, in Graubünden bei Stugl bis 1400 Meter.
Wald-Trespen wachsen meist in humusreichen, schattigen Laub- und Nadelwäldern, dabei bevorzugt in Buchenwäldern, sowie in Gebüschen auf oft flachgründigen Kalkböden, nährstoff- und basenreichen, mäßig sauren und lockeren Lehm- und Tonböden (Mullböden).
Die ökologischen Zeigerwerte nach Landolt et al. 2010 sind in der Schweiz für Bromus ramosus subsp. ramosus: Feuchtezahl F = 3w (mäßig feucht aber mäßig wechselnd), Lichtzahl L = 2 (schattig), Reaktionszahl R = 3 (schwach sauer bis neutral), Temperaturzahl T = 3+ (unter-montan und ober-kollin), Nährstoffzahl N = 3 (mäßig nährstoffarm bis mäßig nährstoffreich), Kontinentalitätszahl K = 2 (subozeanisch).

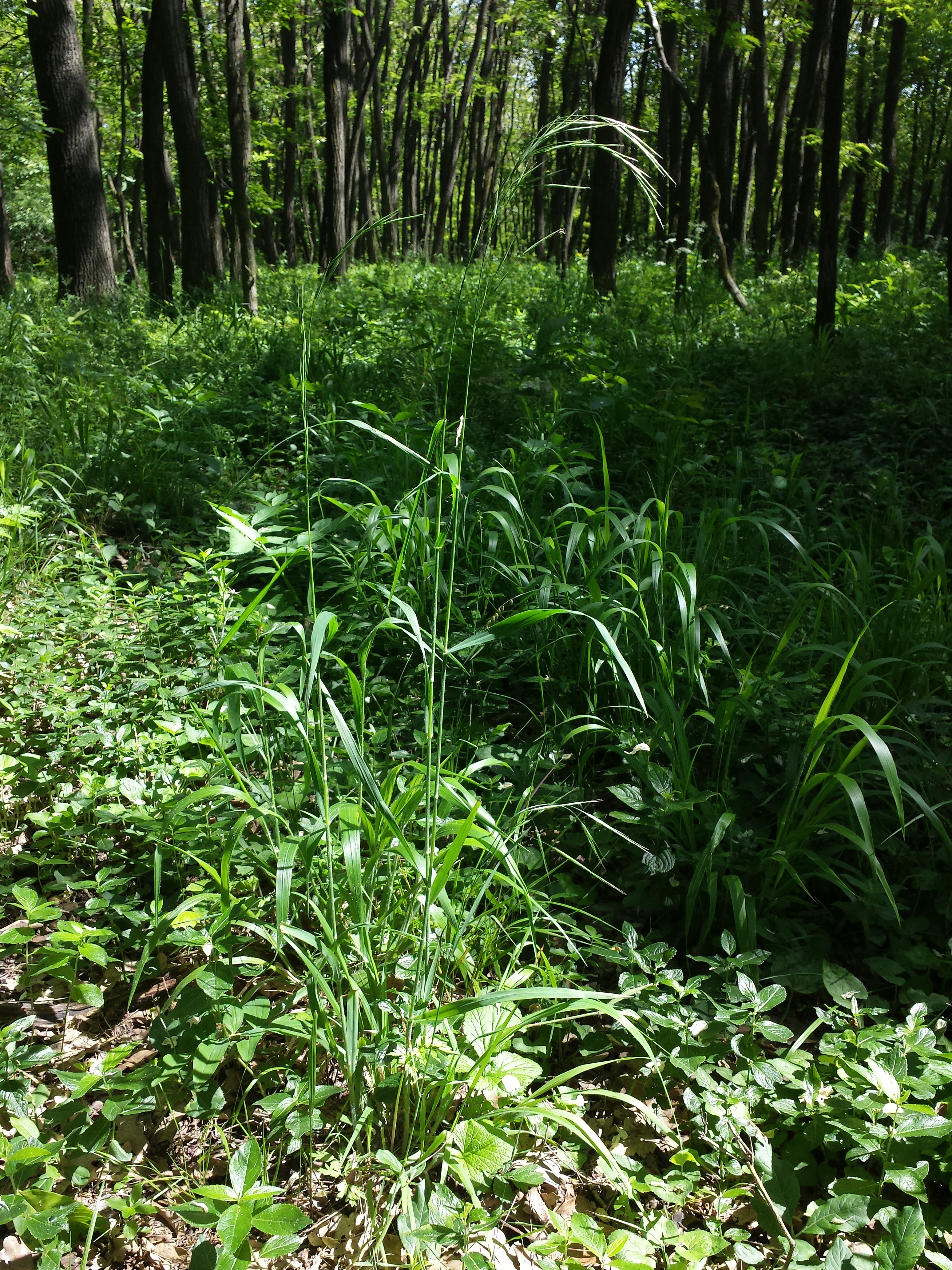
Habitus von Bromus ramosus subsp. benekenii

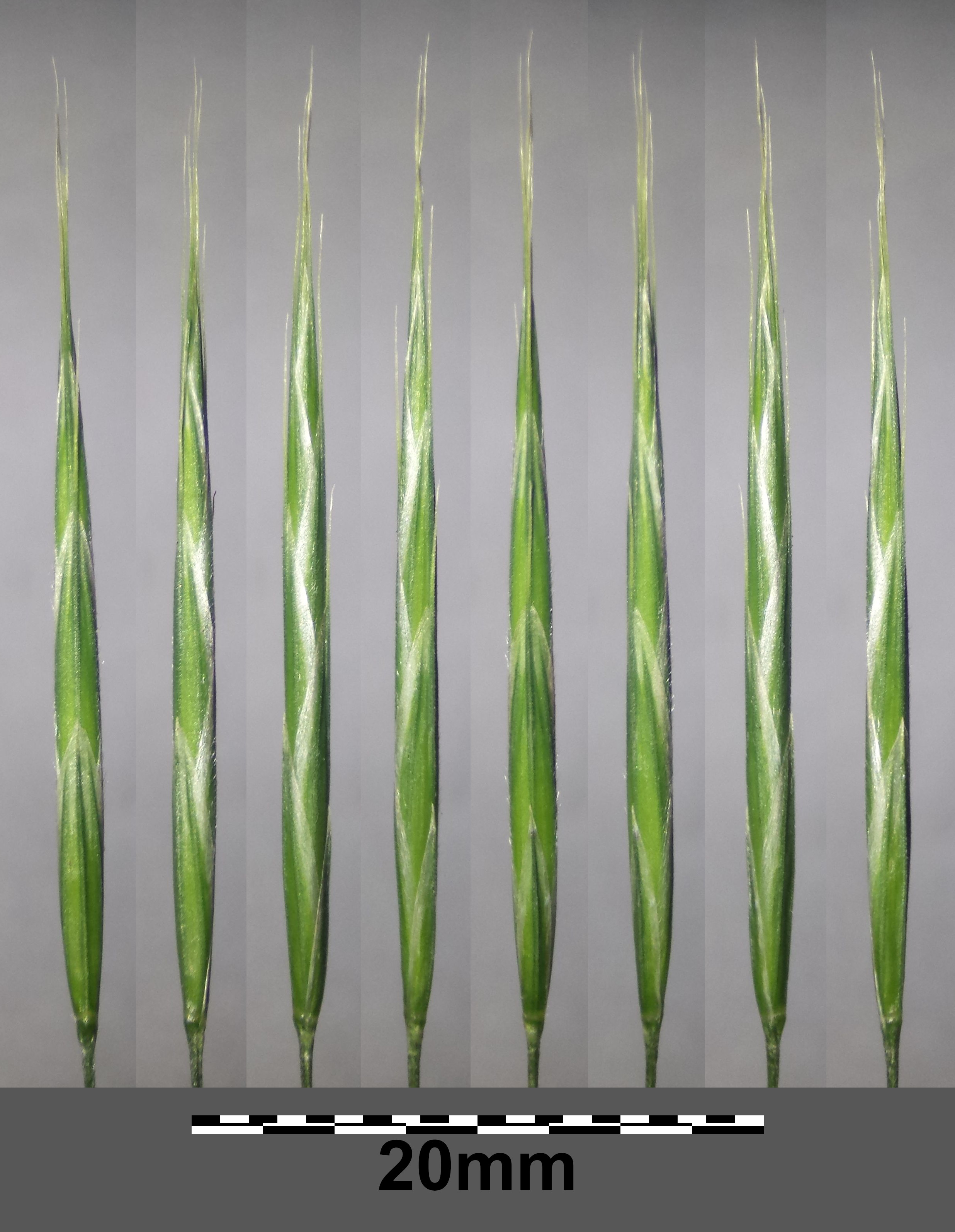
Ährchen von Bromus ramosus subsp. ramosus

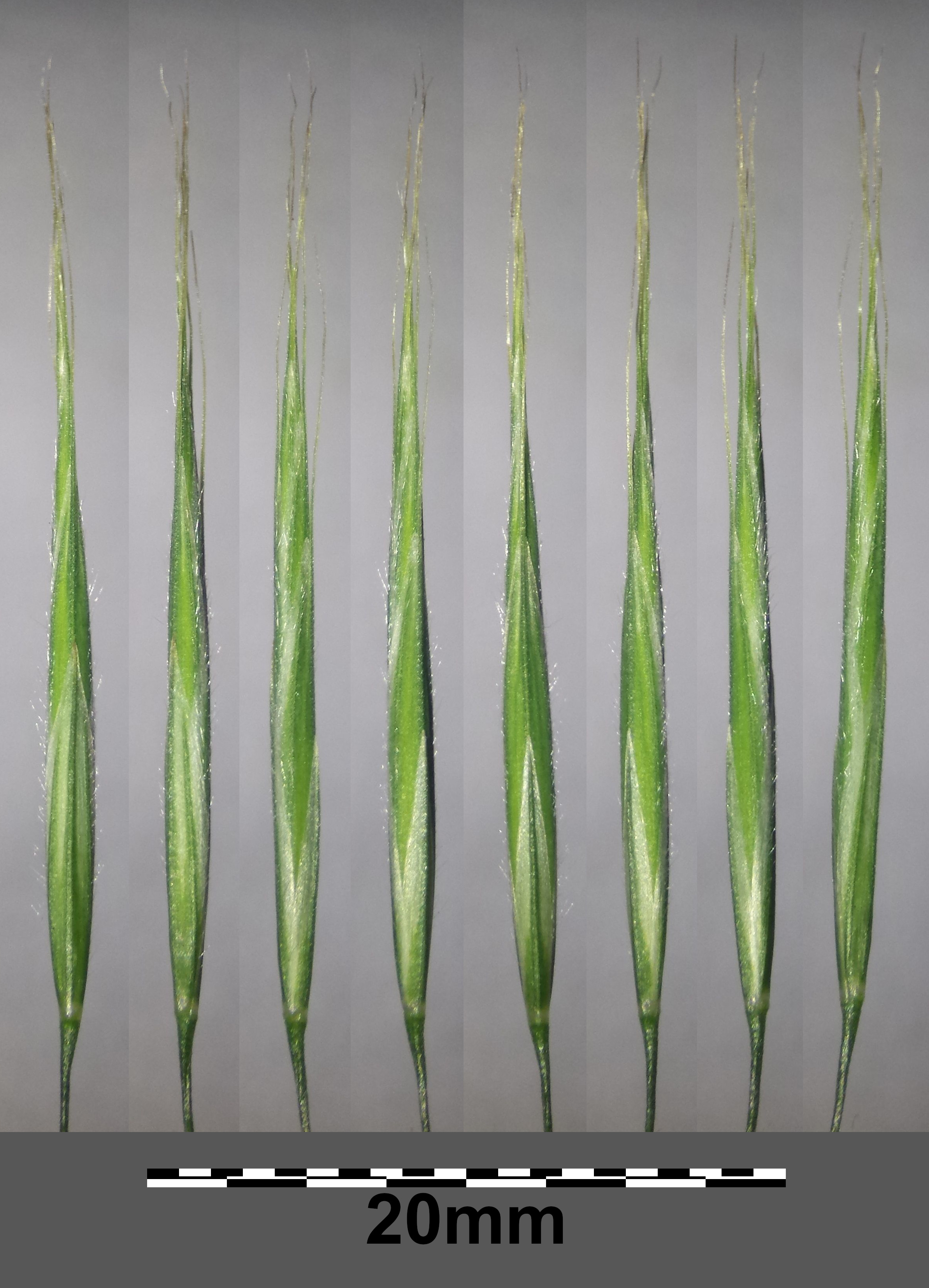
Ährchen von Bromus ramosus subsp. benekenii

Die ökologischen Zeigerwerte nach Landolt et al. 2010 sind in der Schweiz für Bromus ramosus subsp. benekenii: Feuchtezahl F = 3w (mäßig feucht aber mäßig wechselnd), Lichtzahl L = 3 (halbschattig), Reaktionszahl R = 4 (neutral bis basisch), Temperaturzahl T = 2+ (unter-montan und ober-kollin), Nährstoffzahl N = 3 (mäßig nährstoffarm bis mäßig nährstoffreich), Kontinentalitätszahl K = 4 (subkontinental).

## Systematik
Die Erstveröffentlichung von Bromus ramosus erfolgte 1762 durch William Hudson in Flora Anglica, S. 40. Sie wird von manchen Autoren auch als Bromopsis ramosa (Huds.) Holub in die Gattung Bromopsis gestellt.
Manche Autoren unterschieden zwei Unterarten (Bromus ramosus subsp. ramosus) und (Bromus ramosus subsp. benekenii; Syn.: Bromopsis benekenii (Lange) Holub, Schedonorus benekenii Lange). Sie werden auch als eigenständige Arten Bromus ramosus Huds. (Allseitswendige Wald-Trespe) und Bromus benekenii (Lange) Trimen, (Frühe Wald-Trespe, Einseitswendige Wald-Trespe oder Raue Wald-Trespe) angesehen.
Die Raue Wald-Trespe (Bromus benekenii (Lange) Trimen beziehungsweise Bromus ramosus subsp. benekenii (Lange) Schinz & Thell. oder Bromopsis benekenii (Lange) Holub) unterscheidet sich durch eine kahle oder nur sehr fein behaarte obere Blattscheide. Das Blatthäutchen ist nur 3 bis 6 Millimeter lang, die Blätter sind schmaler, die Rispen sind zusammengezogen und nur einseitswendig. Die Rispenäste tragen weniger Ährchen. Die Ährchen sind kleiner und enthalten nur 3 Blüten. Sie blüht 2 bis 3 Wochen vor Bromus ramosus subsp. ramosus. Die Chromosomenzahl beträgt bei Bromus benekenii 2n = 28, während die von Bromus ramosus 2n = 42 ist. Das Artepitheton benekenii ehrt Ferdinand Beneken (1800–1859), Apotheker in Naumburg an der Saale, der als erster die Eigenständigkeit der Sippe erkannt hat. Die Raue Waldtrespe kommt in Europa und fast allen Ländern vor und fehlt nur in Portugal, Irland, Island, Lettland, Estland, Nordmazedonien und Montenegro.
Manche Autoren stellen auch noch Bromus atlanticus H.Lindb. als Unterart Bromopsis ramosa subsp. atlantica (H. Lindb.) H. Scholz & Valdés hierher. Diese Sippe kommt in Marokko und in Algerien vor.